# Bergsäng
Bergsäng est une localité de Suède dans la commune de Hagfors située dans le comté de Värmland.
Sa population était de 187 habitants en 2018.